# Issos
Issos (en llatí: Issus, en grec antic Ἰσσός) va ser una ciutat de Cilícia al golf que portava el seu nom (golf d'Issos, llatí Issus sinus, grec Ἰσσικὸς κόλπος 'Issikos kolpos') conegut també amb el nom de golf de Miriandros pel nom de Miriandros una ciutat que hi havia. Aquest golf avui dia es diu golf d'Iskenderun i abans es va dir d'Alexandreta. També un riu que desaiguava al golf portava el nom de Riu Issos.
El golf anava del promontori Megarsus (Cap Karadash) a la costa cilícia, fins al Rhosicus Scopolus (Ras al-Khanzir) a la costa siriana. A l'est del cap Megarsus es trobava la ciutat de Mallos o Mallos, seguien les de Serraepolis (o Serraipolis), Aegae (Ayas) i després en algun punt Issos, la darrera ciutat abans de Síria i la ciutat més oriental de la costa sud de l'Àsia Menor. Al golf hi havia diverses ciutats que no estan prou ben identificades: Miriandros, Nicopolis (potser la mateixa Issos amb un altre nom), Epiphaneia, Arae Alexandri, i la mateixa Issos.
A una certa distància de la ciutat es va lliurar la batalla d'Issos l'any 333 aC en la qual Alexandre el Gran va derrotar els perses. Darios III va creuar les muntanyes d'Amanus que separaven Síria de Cilícia, passant per les anomenades Amanicae Pylae (Portes de l'Amanus o Portes Síries) mentre Alexandre, que era a Mallos, va anar fins a Miriandros; els dos exèrcits es van estar buscant. Darios es va aturar al riu Pinaros que tenia l'Issos al nord.
Un segona batalla es va lliurar en aquest lloc entre Septimi Sever i Pescenni Níger l'any 194.
La tercera batalla coneguda es va lliurar el 622 entre les forces de l'emperador Heracli i els sassànides. Els romans d'Orient van portar un exèrcit per mar que va arribar inesperadament i va derrotar els perses.